# استیون پله
استیون پله (انگلیسی: Steven Pelé؛ زادهٔ ۲۸ اوت ۱۹۸۱) بازیکن فوتبال اهل فرانسه است که در پست مدافع بازی می‌کرد. او برادر بزرگتر یوهان پله است.
از باشگاه‌هایی که در آن بازی کرده‌است می‌توان به باشگاه فوتبال رن، باشگاه فوتبال لو مان، باشگاه فوتبال گنگام، باشگاه فوتبال استراسبورگ، و باشگاه فوتبال مکابی پتخ تیکوا اشاره کرد.
وی همچنین در تیم‌های ملی فوتبال زیر ۱۸ سال فرانسه، زیر ۲۰ سال فرانسه، و زیر ۲۱ سال فرانسه بازی کرده‌است.